# Església Arxiprestal de Sant Jaume (Villena)
L'església arxiprestal de Sant Jaume de Villena està situada a la  plaça de Sant Jaume d'aquesta ciutat. Va començar a edificar-se al segle xiv, encara que el seu aspecte actual data del segle xvi. És la major i més important església de Villena, i es tracta d'un dels conjunts gòtic - renancentistas més importants del País Valencià, atès que va conformar l'arquetip d'una escola arquitectònica que va tenir ampli ressò regional.

## Tipologia
La seua planta de tres naus i les seues columnes espiralades, similars a les de les llotges de València i de Mallorca es poden considerar típiques del gòtic català, si bé adquireixen aquí una major monumentalitat, a més de ser les més antigues construïdes en un edifici religiós, posteriorment imitades a la catedral d'Oriola. La seua disposició interior s'assembla a la de la Seu de Manresa, en la qual probablement es va inspirar el seu autor.

## Història

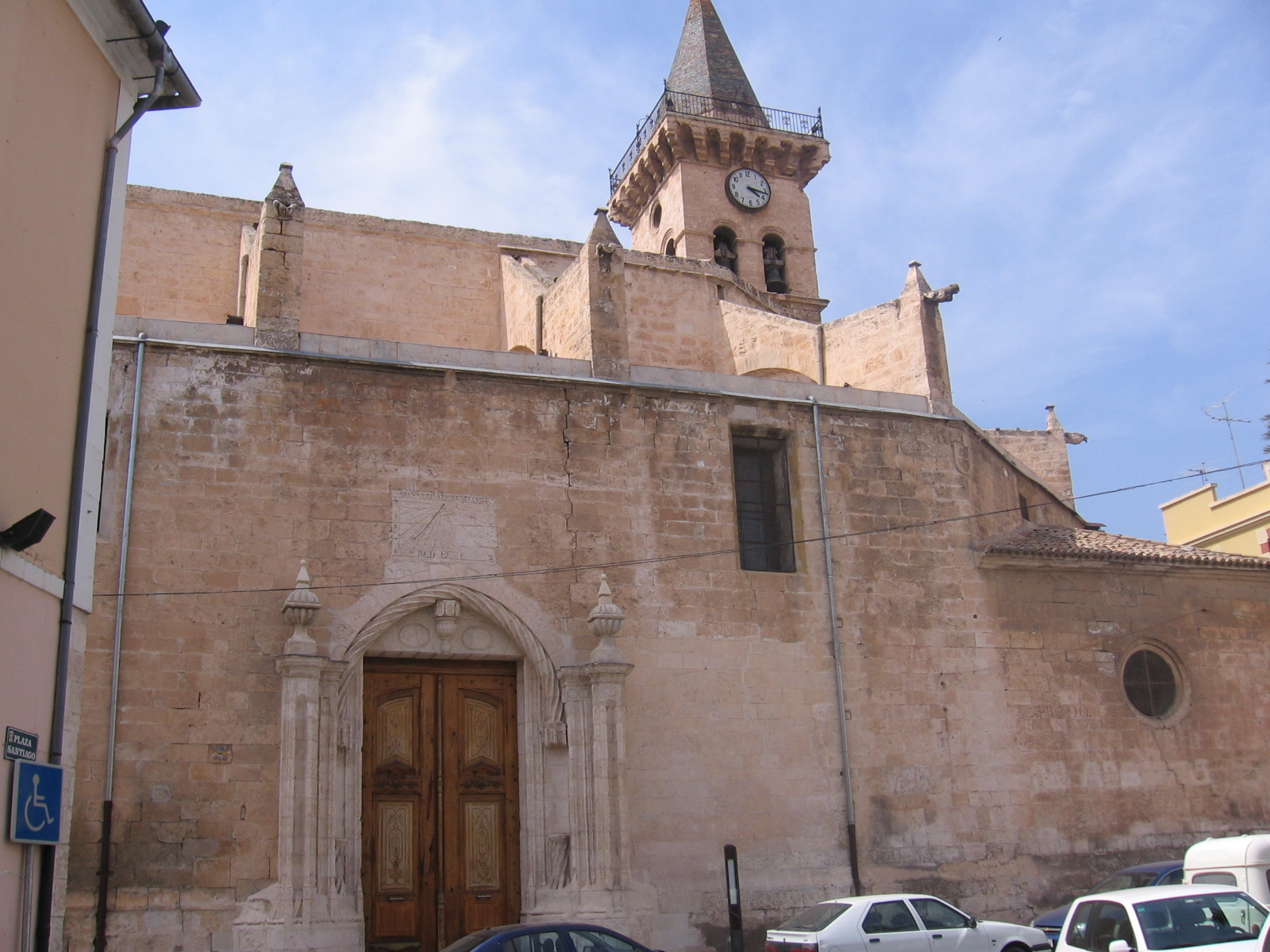
Exterior.

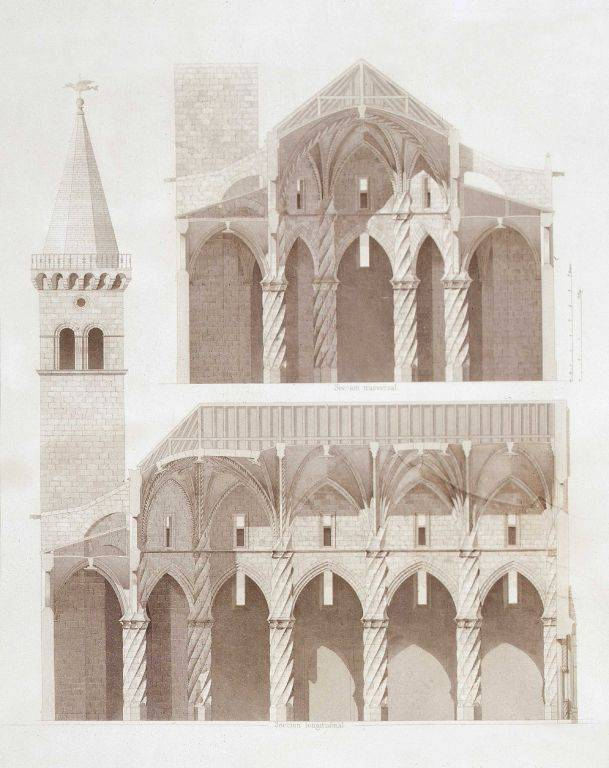
Alçat de l'Església de Santiago, 1878.

Se sap que a mitjan segle xv ja existia un temple sota l'advocació de Sant Jaume, de proporcions reduïdes i considerablement estret. Poc abans de 1492, amb el patronatge de la il·lustre família villenera dels Medina s'inicia la primera fase de l'ampliació que acabaria cap a 1510. El temple llavors era més curt que l'actual, i no tenia la sagristia ni la capella de la comunió, a més de tindre un hort annex i cases adossades als murs, que van ser enderrocades el 1741. El primitiu retaule de l'altar major procedia de la catedral de Múrcia i es va adquirir el 17 de gener de 1513 per la suma de 34.375 morabatins.
L'ampliació que va continuar al llarg de tot el segle xvi, introduint-se en aquest moment els elements renaixentistes més destacats de l'església tal com són la porta d'accés a la sagristia i l'aula capitular, la pica baptismal i les dues finestres del primer pis de la torre, tot això de tradició murciana i atribuït a Jacobo Florentino i a Jerónimo Quijano. Destaquen al peu de l'altar les restes de la reixa llaurada a Roma l'any 1543. Abans de 1575, amb total seguretat, ja s'havia allargat l'església fins als seus límits actuals per tal de dotar-la de cor i rerecor i s'havia cobert de lloses de marbre l'altar major. A la Relació que el Consell de Villena va enviar a Felip II en 1575 apareixen nombroses mencions a diferents aspectes del temple. D'una banda, es fa relació dels benefactors del temple i què van fer:
| « | Sancho Garçia de Medina […] que edificó de muy grande, costosa e alta obra de piedra labrada la yglesia que esta dentro de lo çercado de la dicha çiudad, so ynvocaçion del bienaventurado apostol señor Sanctiago. […] Pedro de Medina […] ansimismo hizo grandes gastos en acabar obras de la dicha yglesia de señor Sanctiago, entre las quales fizo una sacristia de piedra labrada muy costosa y fuerte y provechosa a dicha yglesia, y la doto de mucha plata labrada para la dicha yglesia, ansi de platos, calices, cruces, calderetas de plata, vestimentos, tapiçerias y otras muchas cosas e liberia. […] Juan Rodríguez Navarro […] ansimismo gastó mucha parte de sus bienes en acabar de obrar e poner en perfiçion la dicha yglesia de Señor Sanctiago de la dicha çiudad, que edifico el coro de dicha yglesia e loso de marmoles las gradas e suelo de los lados de la dicha capilla mayor, e fizo labrar las rrexas de los lados de la dicha capilla mayor, e fizo vestimentos e otros ornamentos para la dicha yglesia. | » |

S'esmenten també els escuts heràldics que es van col·locar en el mur de l'actual carrer Ramón y Cajal, i que van ser destruïts durant la Guerra Civil i van ser restaurats el 2007:
| « | Sancho Garçia de Medina, maestre escuela que fundo la yglesia de señor Sanctiago, en la cabeça de dicha yglesia puso las armas de vuesa magestad, e al pie e lados, las de esta çiudad declaradas en esta escritura, e mas baxas puso sus armas, que es un escudo, y de medio arriba una letra M, y de medio abajo, unas barras, y ençima del escudo, un sonbrero con borlas pendientes. | » |

Així mateix hi apareix la localització de l'església i la relació dels seus enterraments i capelles:
| « | Ay dos iglesias parrochales, la una so invocaçion del señor Sanctiago, dentro de lo çercado de la çiudad; […] solamente ay capillas puestas entre los estribos o pilares de la pared de las dichas yglesias, entre los quales ay algunos enterramientos conoçidos de personas e parentelas particulares. […] La invocaçion de los enterramiento son: en la yglesia del señor Sanctiago, el enterramiento de la capilla mayor prinçipal de dicha yglesia e de dicha ynvocaçion hera del dicho don Sancho Garçia de Medina […] e de sus deçendientes, y en ella esta sepultado el susodicho y el Tesorero don Pedro de Medina, y el canonigo Juan Rodriguez Navarro. […] Y en la dicha yglesia de señor Sanctiago, las capillas que ay entre los dichos estribos son: a la cabeça de la dicha yglesia, una capilla so ynvocaçion de señor San Miguel; y la segunda, a la parte del Evangelio, so ynvocaçion de Nuestra Señora del Pópulo; e la terçera, so ynvocaçion de Nuestra Señora de la Esperanza; y otra, so ynvocaçion de señor Sancto Elifonso; e otra, so ynvocaçion de la Salutaçion del Angel a Nuestra Señora; y otra, so ynvocaçion de sancto Estevan e San Geronimo; e otra, del Naçimiento de Nuestro Señor Jhu. Xpo. Y a la parte de la Epistola, otra capilla so ynvocaçion de Nuestra Señora de Graçia; y otra, so ynvocaçion de Nuestra Señora del Rosario; e otra, de San Bartolome; y otra, de los Angeles. | » |

Entre 1576 i fins a 1581 el compositor Ambrosio Cotes va ser mestre de capella de l'església de Sant Jaume. El 1656 es va adquirir un nou orgue, que es va destruir durant la Guerra Civil, per l'elevada suma de 143.915 morabatins. Durant el segle xviii es van fer nombroses reformes. Ja en 1709 es nomena blanquejar l'església, cosa que s'ha de manar fer almenys en una altra ocasió, tot i que actualment les parets tornen a lluir la pedra nua. A mitjans d'aquest segle s'afegeixen les pilastres amb florons de la porta de l'església que dona a la plaça. També es va manar daurar el nou retaule, adquirit en 1728, i es va partir en quatre l'antic retaule. Es van picar els pilars de l'església, es van col·locar florons de fusta en les claus de les voltes i es van adornar les finestres amb balconets, gelosies i vidrieres.
Durant la guerra civil l'església va patir nombrosos danys. Es va mutilar la reixa de l'altar major, es va destruir l'òrgan, van desaparèixer totes les imatges, quadres, ornaments i objectes de culte i es van perdre gairebé tots els llibres capitulars, els registres parroquials i l'arxiu musical. A més, es van picar els blasons de pedra que adornaven el mur del carrer Ramón y Cajal, i que van ser restaurats en 2007. Als anys 50 es va eliminar el cor i es va enderrocar la plataforma del cor. En canvi, es van reconstruir diverses capelles i el púlpit. L'església va ser declarada Monument Històric-Artístic Nacional en 1931.

## Les campanes i el rellotge
No es tenen notícies de les campanes anteriors al segle xvii. Se sap que la llengua de la mitgera es va reparar el 1623 i que en 1650 es van fondre i reparar dues. En 1662 es va reparar la campaneta de l'anomenada Segundilla, i en 1686 es va col·locar una campana nova. En 1703 es va reparar la triple tirant-li més ferro i el 1742 es va fondre una de les antigues per fer una nova. Pel que fa a les actuals, la segona està datada en 1750 i la tercera en 1727.
Se suposa que ja hi havia rellotge al segle xviii, donat el prestigi que tenien els rellotgers villeners en tot aquest segle i part del següent. L'actual, però, està datat a 1888, i fins a 1951 no es renovaren seues esferes.

## Curiositats
- A la cara exterior del mur de l'absis es van gravar dues marques a una distància que corresponen amb la mesura de la tafulla.[2]
- Sobre la porta d'entrada per la plaça de Sant Jaume hi ha un rellotge de sol al que diu la inscripció "BREUS DIES HOMINIS SVNT" (Els dies dels homes són pocs).